# Isoroku Yamamoto
Isoroku Yamamoto (山本 五十六, Yamamoto Isoroku), né le 4 avril 1884 à Nagaoka et mort le 18 avril 1943 aux Îles Salomon, est un militaire japonais, amiral de la Marine impériale japonaise. Personnalité marquante de la Seconde Guerre mondiale, il a commandé les  forces navales japonaises pendant la première partie de la guerre du Pacifique. Il a notamment organisé et dirigé l'attaque surprise contre Pearl Harbor.
Il est généralement considéré comme un stratège brillant à la vision acérée (il avait très vite compris le potentiel des porte-avions et des sous-marins ; il avait aussi prédit que la supériorité japonaise ne durerait que six mois à un an dans le Pacifique ; la bataille de Midway, six mois après Pearl Harbor, lui donna raison). Sa fidélité à l'Empire fut indéfectible malgré sa claire perception de l'issue tragique qui serait celle de l'expansionnisme du Japon impérial.
Il mourut le 18 avril 1943 lors de l'opération Vengeance, lorsque le bombardier qui le transportait fut attaqué, ainsi que son escorte, par une escadrille américaine, avertie du voyage après avoir percé le code de transmission japonais.

## Jeunesse

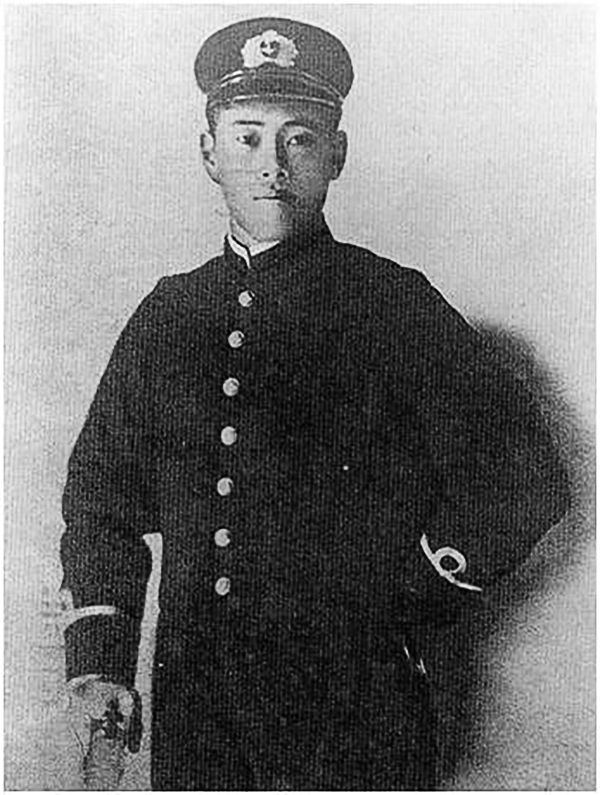
Yamamoto en 1905.

Isoroku Sadayoshi est né à Nagaoka dans la préfecture de Niigata. Son père, Takano Sadayoshi, était un samouraï de rang inférieur du han de Nagaoka. « Isoroku » est un ancien terme japonais qui signifie « 56 », soit l'âge de son père au moment de la naissance d'Isoroku.
En 1916, Isoroku fut adopté par la famille Yamamoto, dont il prit le nom, car il était courant que des familles sans fils adoptassent de jeunes garçons pour faire perdurer leur patronyme. En 1918, Isoroku épousa Reiko Misashi avec qui il eut quatre enfants : deux filles et deux fils[réf. nécessaire].

## Début de carrière dans la marine

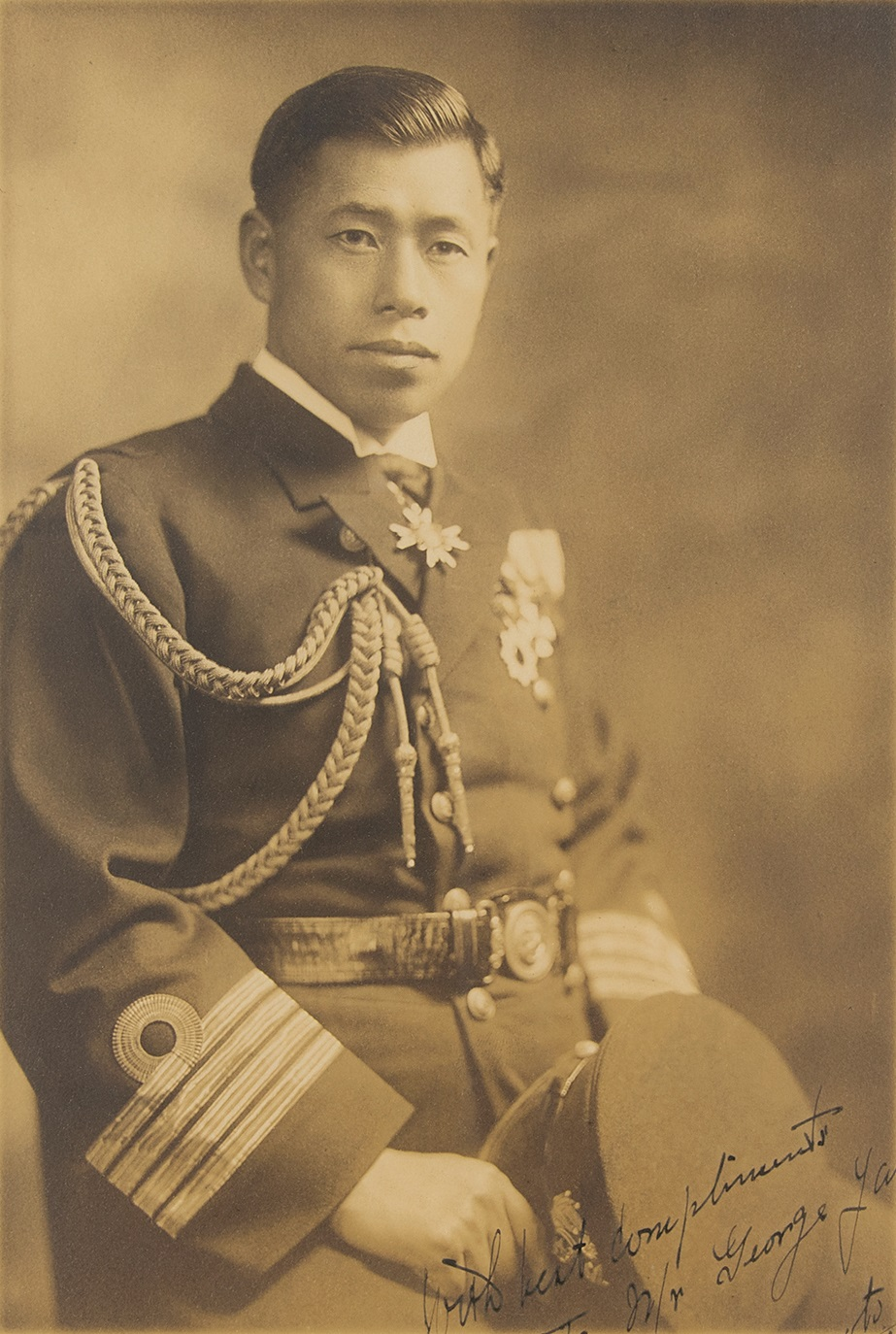
Le capitaine de vaisseau Isoroku Yamamoto, 30 janvier 1928

Yamamoto s'engagea en 1901 dans l'académie navale à Etajima (Hiroshima) et fut diplômé en 1904. En 1905, pendant la guerre russo-japonaise, il participa à la bataille de Tsushima en tant qu'enseigne de vaisseau à bord du croiseur Nisshin. Le 27 mai 1905, à la suite de l'explosion d'une batterie, Yamamoto perdit deux doigts et reçut 120 éclats métalliques. Après la guerre, il embarqua pendant plusieurs années à bord d'autres bâtiments. Entre 1907 et 1908, il est officier élève à l'École des torpilles.
En 1911, il s'inscrivit pour le cours B à l'École navale de Tsukiji puis le cours A en 1916 afin de monter en grade. Il se rendit ensuite aux États-Unis, à l'université Harvard entre 1919 et 1921. Il travailla comme fermier à Dartmouth dans le Massachusetts. Il embarqua ensuite comme commandant en second sur le croiseur léger Kitakami, accompagna l'état-major en Europe et en Amérique en qualité d'officier d'ordonnance de l'amiral Ide (1923-1924) puis fut rattaché aux unités aériennes en 1924 avec un poste de commandant en second dans une base aérienne de la marine.

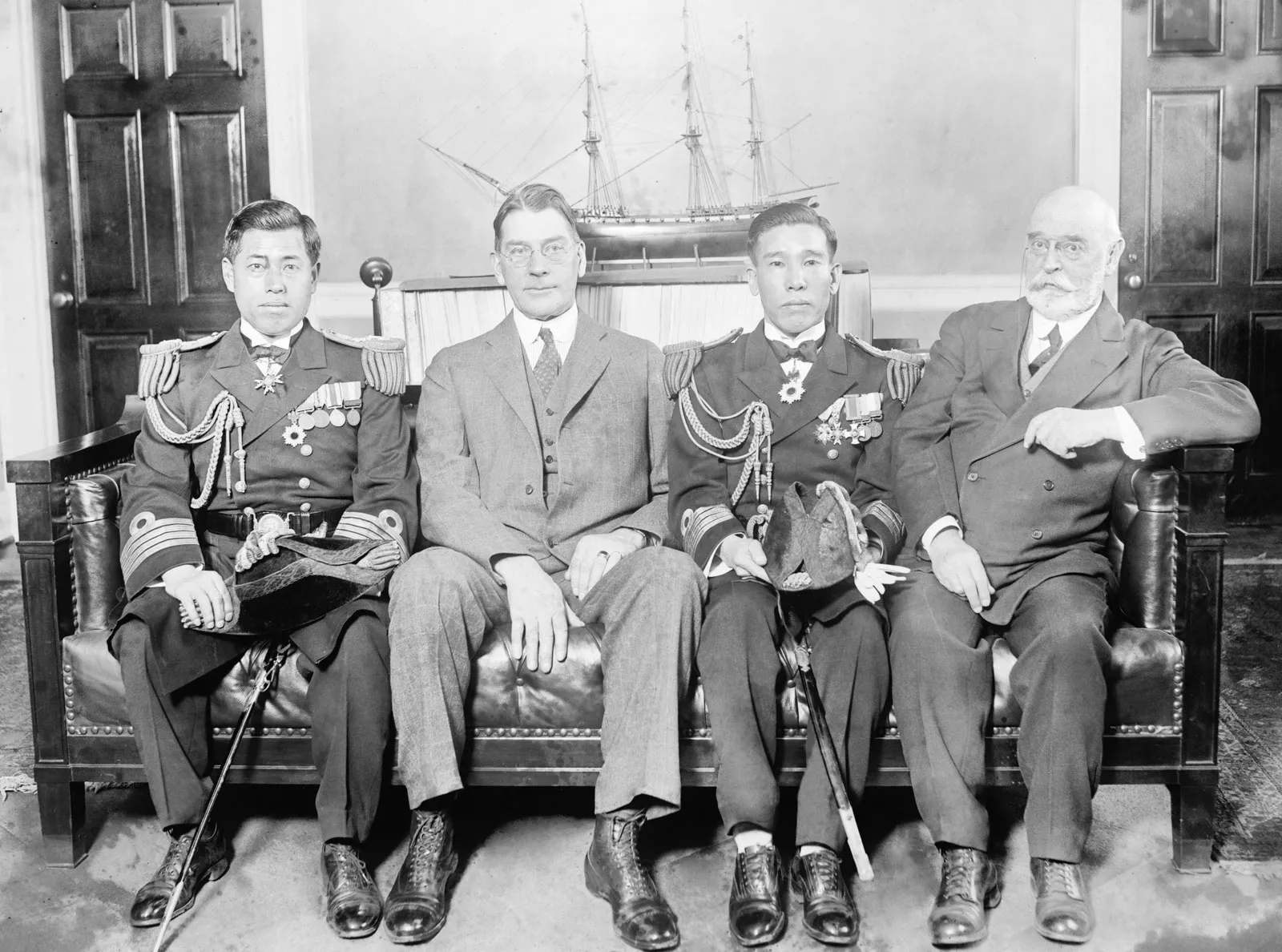
Isoroku Yamamoto et Curtis D. Wilbur, secrétaire à la Marine des États-Unis, vers 1925.

Entre 1925 et 1928, Yamamoto fut attaché naval pour l'ambassade japonaise à Washington. Il obtint le commandement du porte-avions japonais Akagi en 1928, suivi du commandement du Bureau technique du Département de l'Aéronautique navale (1930-1933) et finalement, le grade de vice-amiral à bord de l'Akagi en 1933. Après un travail diplomatique durant la conférence de Londres sur le désarmement naval, il obtint le poste stratégique de chef du Service central de l'Aéronautique navale. Il devint vice-ministre de la marine en 1936, un mandat qu'il assurera jusqu'à sa nomination en tant que commandant en chef de la flotte combinée. En parallèle, il s'occupa du commandement du Département de l'Aéronautique navale (1938-1939).

## À l'aube de la Seconde Guerre mondiale
Malgré ses affinités avec les États-Unis de par ses études, son travail lié à la diplomatie et l'ambassade à Washington, Yamamoto fut inévitablement impliqué, que ce soit directement ou indirectement, dans la préparation de la guerre contre les États-Unis. Ses actions n'allèrent toutefois pas dans l'axe voulu par les militaires les plus bellicistes. Sa participation à la première conférence de Londres sur le désarmement naval en 1930 fut un échec pour les militaires. Le Japon n'obtint pas la parité avec la flotte américaine. Yamamoto s'opposa systématiquement à l'invasion de la Mandchourie en 1931 et à la guerre contre la Chine qui en découla en 1937. Il désapprouva également les accords et l'alliance avec l'Allemagne nazie.
Le 12 décembre 1937, l'armée japonaise bombarda l'USS Panay au large des côtes chinoises. Cette provocation, prémices d'une guerre imminente avec les Américains et symptôme de dissensions au sein même du gouvernement japonais, produisit un conflit tendu avec les États-Unis. Yamamoto s'excusa personnellement auprès de l'ambassadeur Joseph C. Grew. La thèse de l'accident fut officiellement retenue bien qu'une cour américaine basée à Shanghai apportât des preuves irréfutables sur les intentions du Japon.
Yamamoto fut ainsi fortement remis en question par les militaires qui voulaient sa perte. Il fut prudemment assigné à un poste en mer en lieu et place de ses fonctions au sein du ministère de la Marine. Le 30 août 1939, il fut nommé commandant en chef de la flotte combinée afin de minimiser les risques d'attentats à son encontre. Le 15 novembre 1940, il fut promu amiral. Yamamoto lança un avertissement au Premier ministre d'alors, Fumimaro Konoe, en lui indiquant clairement qu'il redoutait l'issue et les conséquences du conflit pour le Japon après six mois. Les faits lui donnèrent en partie raison puisqu'une importante défaite eut lieu en juin 1942 à Midway (une bataille souvent considérée par les historiens comme un point clé de la guerre du Pacifique), soit environ six mois après l'attaque de Pearl Harbor.

### Contributions aux avancées technologiques et stratégiques

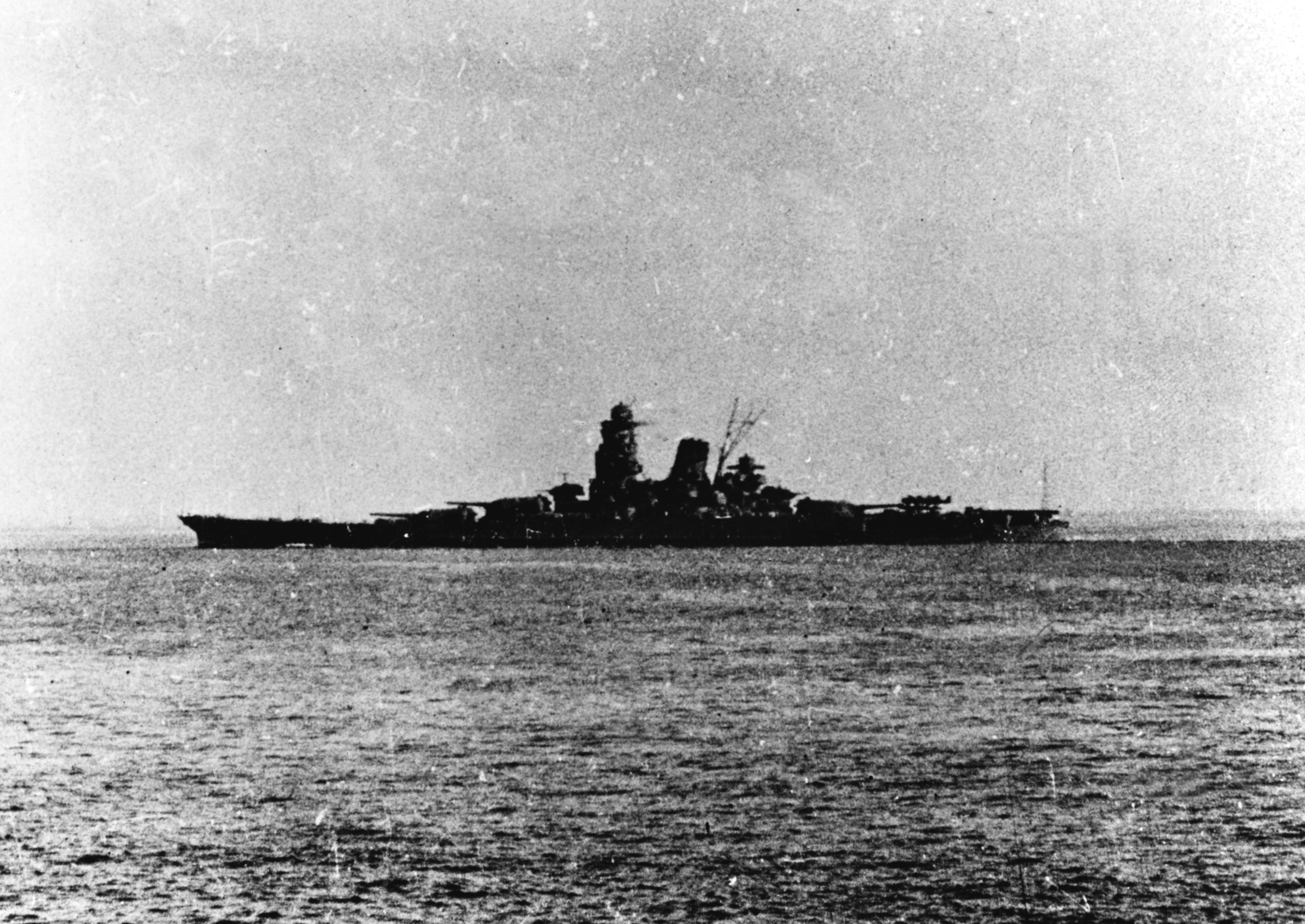
Le Musashi.

Yamamoto s'opposa à la construction des cuirassés Yamato et Musashi qu'il jugeait inutiles et coûteux en termes de ressources. Il fut critiqué pour cette position qui allait à contre-courant. Yamamoto préféra opter pour une flotte composée de porte-avions. La réalité de la guerre allait montrer par la suite que Yamamoto avait correctement évalué le rôle des super-cuirassés : les deux navires de ce type furent de peu d'utilité lors des affrontements avec les navires américains et furent détruits par des raids aériens massifs.
Yamamoto fut responsable d'un certain nombre d'innovations dans l'aéronautique navale. Souvent associé aux porte-avions à cause de Pearl Harbor et Midway, l'amiral contribua sensiblement au développement de l'aviation opérant depuis des bases terrestres, avec notamment la conception des bombardiers G3M en 1935, et G4M en 1939. Ses demandes pour améliorer la distance franchissable par les appareils et la possibilité d'emporter une torpille, se firent dans l'optique de harceler et détruire l'ennemi en haute mer pour limiter sa progression, une stratégie mise en œuvre  par la Marine Impériale japonaise. Les ingénieurs réussirent à mettre au point des bombardiers performants au détriment des chasseurs qui ne pouvaient plus les escorter correctement à cause de leur rayon d'action insuffisant. La surcharge de carburant dans les chasseurs les rendait moins maniables et plus vulnérables, au point qu'ils reçurent le surnom péjoratif de « briquet volant ». En conséquence, le G3M et G4M forcèrent l'aviation à trouver un chasseur adéquat pour l'escorte. Une solution fut apportée en 1939 avec le chasseur A6M Zero, un appareil maniable et supportant les longues distances, mais dont l'inflammabilité eut des conséquences fâcheuses lors des combats.

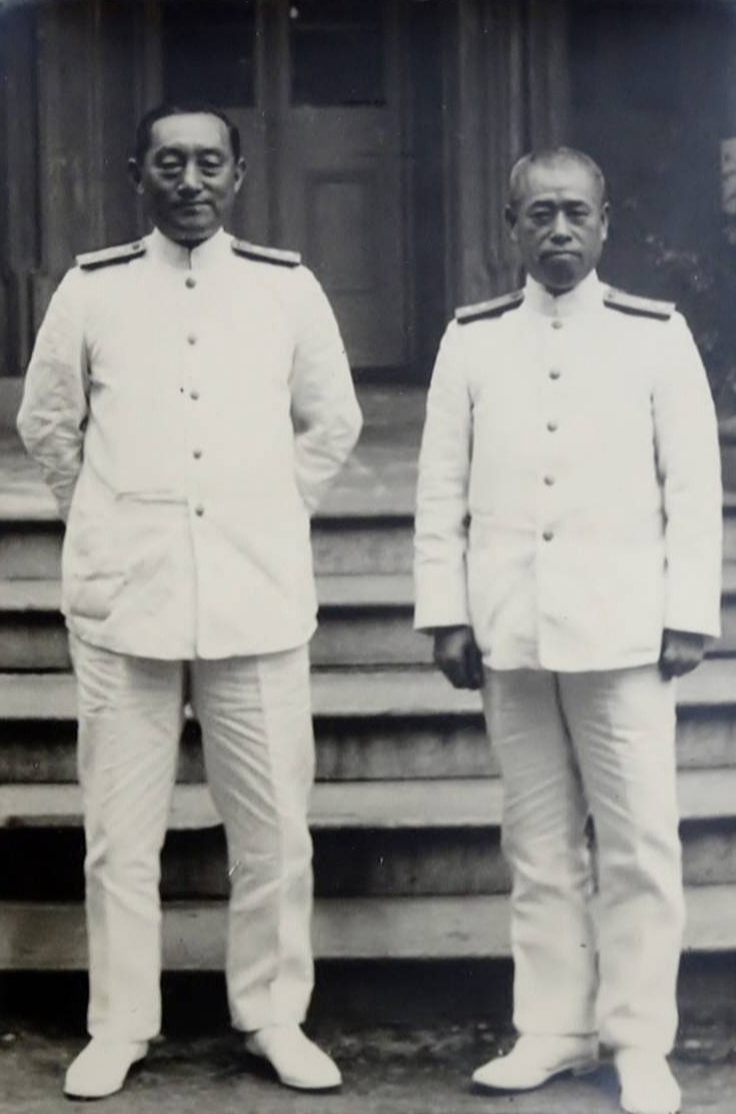
Yamamoto et le ministre de la Marine et futur Premier ministre Mitsumasa Yonai, en 1938.

Alors que le Japon s'engageait progressivement vers un conflit inévitable en 1940, Yamamoto va promouvoir quelques options stratégiques avec plus ou moins de succès. À la suite de la demande de jeunes officiers comme Genda Minoru, Yamamoto approuva la réorganisation de l'affectation des porte-avions japonais. Les six plus grands furent regroupés au sein d'une seule unité, la première flotte aérienne. Cette restructuration augmenta la force de frappe des Japonais avec en contrepartie, une vulnérabilité accrue puisque les navires constituaient une cible concentrée. Yamamoto fit de même avec la 11e flotte aérienne, cette fois-ci à partir de bases terrestres. La flotte composée de G3M et G4M allait neutraliser les forces aériennes américaines aux Philippines et quelques jours plus tard la «  Force Z  » britannique.
En janvier 1941, Yamamoto poursuivit ses efforts et proposa une révision radicale de la stratégie japonaise sur le plan naval. Durant deux décennies, l'état-major de la marine avait préparé une stratégie fondée sur des attaques successives par des bâtiments légers, des sous-marins et des unités opérant depuis la terre jusqu'à ce que le nombre de navires américains soit égal à la flotte nippone. Ces opérations devaient être menées lors de l'avancée de la flotte américaine dans le Pacifique avant d'engager une bataille finale destinée à anéantir l'ennemi diminué, dans une zone comprise entre l'archipel Ryūkyū à l'ouest et les îles Mariannes à l'est.
Inspiré par des techniques utilisées en Europe, notamment l'attaque sur le port italien de Tarente par les Britanniques en novembre 1940 et conscient des avancées militaires et logistiques des États-Unis, Yamamoto décida de bouleverser ce concept. Il proposa de frapper fort dès le début avec une attaque majeure, suivie de la bataille décisive menée de manière offensive plutôt que défensive. Yamamoto espérait, sans garantie absolue, que les Américains seraient profondément démotivés par des pertes massives au début du conflit et tenteraient de négocier. Les évènements allaient contredire cette vision. Yamamoto s'en rendit compte, lorsque les liens diplomatiques furent rompus par les Américains après Pearl Harbor et que les États-Unis s'orientèrent clairement vers un conflit destiné à venger cette attaque par surprise. Ce constat fut résumé dans une scène du film Tora ! Tora ! Tora ! où Yamamoto (interprété par Sō Yamamura) déclare : « J’ai peur que nous ayons réveillé un géant endormi ». Cette phrase lui est également prêtée dans Pearl Harbor de Michael Bay. Cependant, rien n'a permis encore de prouver qu'il aurait réellement prononcé cette phrase. Par contre, il a bien déclaré à des membres du cabinet japonais, à propos d'une éventuelle attaque contre les États-Unis : « Je peux caracoler pendant six mois…après ça, je n'ai pas d'espoir de succès ».
L'état-major de la marine approuva difficilement et Yamamoto fit pression d'abord en passant par Kameto Kuroshima et Sadatoshi Tomioka puis en menaçant de démissionner s'il n'obtenait pas ce qu'il voulait. L'amiral Osami Nagano fut convaincu par les arguments de Yamamoto. La 1re flotte aérienne commença les préparatifs pour le raid sur Pearl Harbor, trouvant des solutions à différents problèmes techniques comme le lancement de torpilles dans des eaux peu profondes.

## Attaque de Pearl Harbor

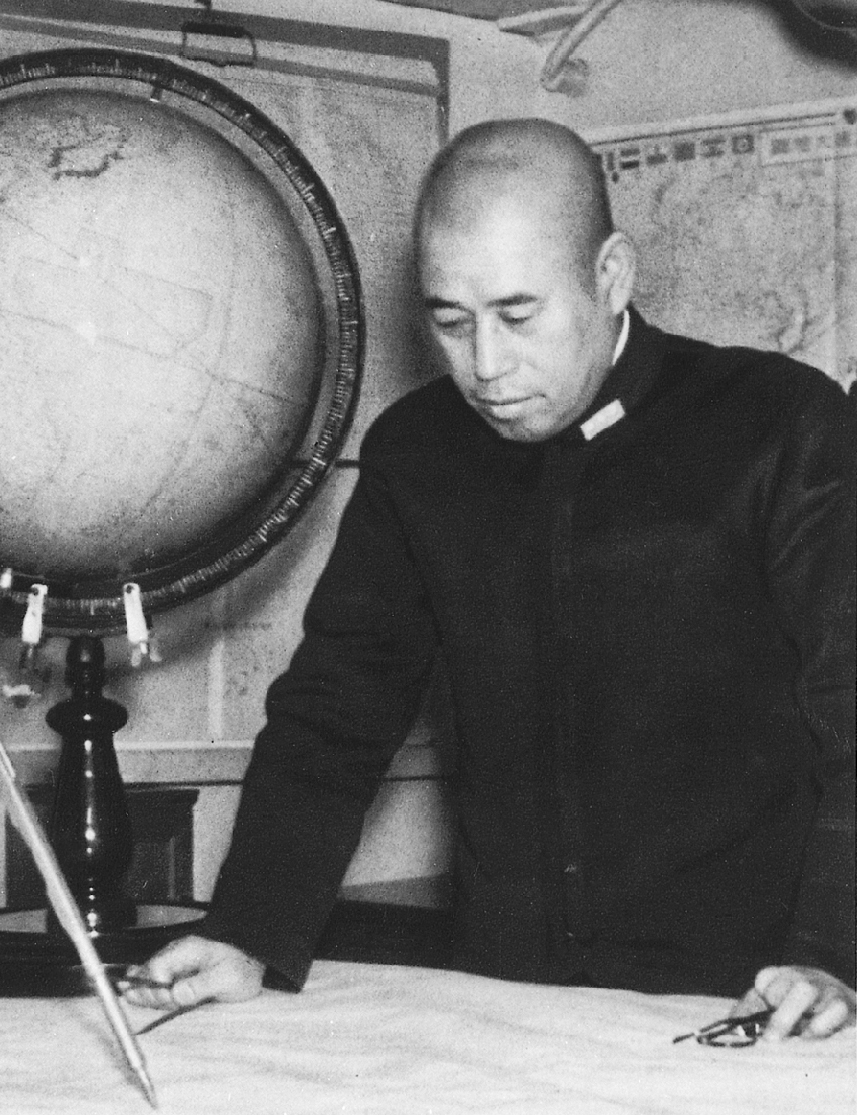
Yamamoto au début des années 1940.

Comme Yamamoto l'avait prévu, la première flotte aérienne composée de six porte-avions pour un total de 400 avions lança son attaque le 7 décembre 1941. Deux vagues successives de 353 appareils s'abattirent sur Pearl Harbor à Hawaii. L'attaque fut un succès complet pour l'état-major puisque les objectifs étaient de couler au moins quatre cuirassés et empêcher la marine américaine de contrer l'avance japonaise dans le Pacifique. Les porte-avions américains étaient des cibles privilégiées mais ne furent pas mis plus en avant que les cuirassés dans la liste des objectifs, contrairement à ce qui a été avancé par certains observateurs.
En réalité, cinq cuirassés furent coulés, trois autres furent endommagés et 10 autres navires (croiseurs, destroyers entre autres) furent coulés ou sérieusement endommagés. Yamamoto se plaignit plus tard du manque de réactivité du vice-amiral Nagumo, à la tête de la 1re Flotte Aérienne. Selon Yamamoto, il aurait dû chercher et détruire les navires américains qui étaient absents du port, ou au moins bombarder de manière plus intense les différents dépôts et centres stratégiques sur Oahu. Nagumo se contenta des pertes massives qui avaient déjà été infligées. Les Japonais perdirent 29 avions et s'attendaient à la perte de deux navires. Yamamoto ne sanctionna pas Nagumo car il avait somme toute agi selon les plans et avait dû faire face à divers problèmes (armement insuffisant pour attaquer certains objectifs, manque de connaissance sur la position des autres navires en mer, visibilité insuffisante pour lancer une troisième vague, etc.).
Sur le plan politique, l'attaque fut un désastre pour le Japon. Le pays s'attira la haine immédiate des États-Unis à cause du caractère fourbe de l'opération et des nombreuses pertes enregistrées. L'opinion publique se réveilla et galvanisa l'entrée en guerre comme l'avait prédit Yamamoto. Sur le plan stratégique, le raid fut une réussite : il coupa l'élan des forces américaines dans le Pacifique mais Yamamoto ignorait que les stratèges américains avaient abandonné l'idée d'une opération navale à travers le Pacifique jusqu'aux Philippines. Cette vision avait déjà été abordée en 1935 puis affinée en 1937, année durant laquelle l'U.S Navy détermina qu'il faudrait au moins six mois pour lever une flotte de guerre suffisante et que d'autres problèmes logistiques pouvaient allonger cette période (jusqu'à deux ans après la déclaration de la guerre). En 1940, le chef des opérations navales, l'amiral Harold Stark avait mis en place le  « Plan Dog » qui était essentiellement défensif et se concentrait sur l'Allemagne nazie. Yamamoto ne savait pas que les ordres donnés à l'amiral Husband Kimmel étaient de tenir les Japonais à l'écart de l'est du Pacifique et de l'Australie.

## Période comprise entre décembre 1941 et mai 1942

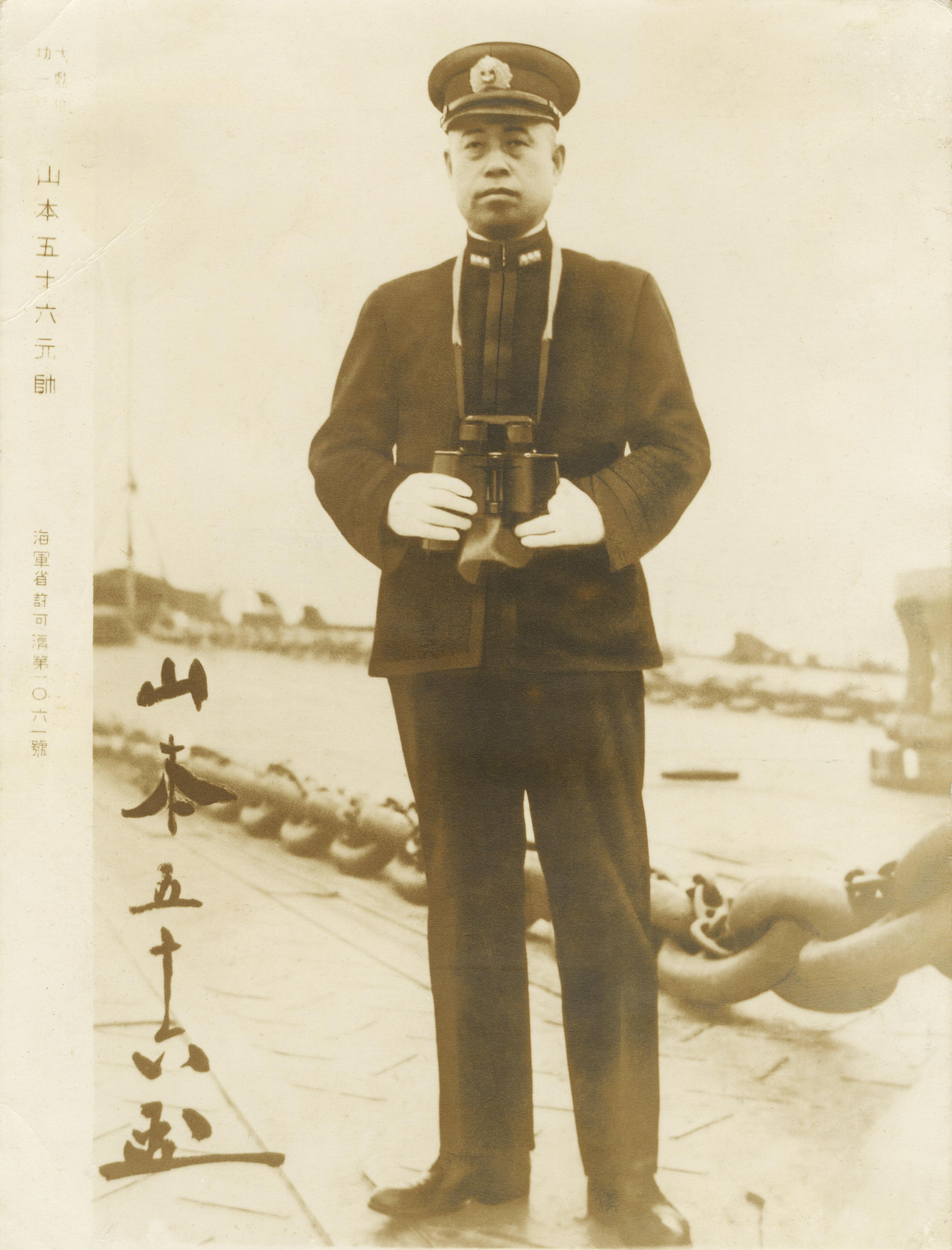
Yamamoto sur le pont, 1942

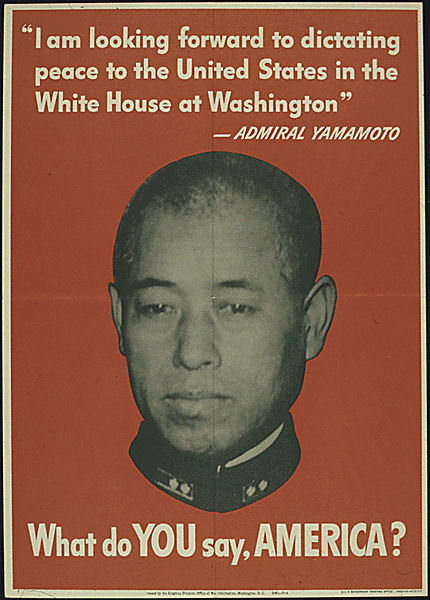
Affiche américaine de propagande avec une citation (prétendue) de Yamamoto : J'espère bientôt pouvoir imposer la paix aux États-Unis à même la Maison Blanche, à Washington. La réponse en bas : Qu'en dis-TU, AMERIQUE ?

Après avoir neutralisé les Américains, la flotte combinée menée par Yamamoto effectua une série d'opérations dans le Pacifique et l'océan Indien afin d'anéantir les installations américaines, australiennes, hollandaises et britanniques qui se trouvaient dans la zone délimitée par Wake, l'Australie et Ceylan. Quelques heures après les évènements de Pearl Harbor, la 11e Flotte Aérienne attaqua la 7e flotte de l'Air Force américaine basée aux Philippines et la « Force Z » britannique, en particulier le cuirassé HMS Prince of Wales  et le croiseur de bataille HMS Repulse.
Les subordonnés de Yamamoto (les vice-amiraux Ozawa, Kondō et Takahashi) s'occupèrent de réduire les forces ennemies grâce à des frappes navales et sous-marines, une phase dont le paroxysme fut atteint le 27 février 1942 lors de la bataille de la mer de Java où les navires japonais l'emportèrent sur les Alliés. Avec l'occupation des Indes orientales néerlandaises et la destruction de la résistance américaine, le Japon disposait désormais de ressources importantes pour son industrie (pétrole et caoutchouc).
Après ce succès, le Japon stoppa son avancée pour sécuriser ses positions. Yamamoto fut impliqué dans la préparation des nouveaux plans militaires et manifesta plus ou moins d'enthousiasme face aux stratégies envisagées. Il essaya de négocier afin de trouver un compromis entre la sagesse et une possible expansion de l'empire grâce à l'invasion de l'Inde, de l'Australie et la prise de Hawaii. Le Japon ne disposait pas des troupes nécessaires pour ces opérations d'envergure et préféra se concentrer sur la Birmanie et la Nouvelle-Guinée. Yamamoto soutint l'idée d'une « bataille décisive » contre les Américains dans la zone du Pacifique central mais les officiers plus prudents de l'État-major impérial se montrèrent réticents. Pendant ces discussions, le raid sur Tōkyō  changea la donne en démontrant la capacité des Américains à attaquer l'archipel avec leurs forces aériennes. Cette opération servit l'argumentation de Yamamoto qui voulait lancer une attaque surprise sur Midway.
Les opérations japonaises menées en mer de Corail se sont heurtées à une force aéronavale américaine puissante, au début de mois de mai. Les pertes respectives du porte-avions léger Shoho et du grand porte-avions USS Lexington peuvent faire ressortir un résultat tactique plutôt favorable aux Japonais. Mais les Américains ont endommagé sérieusement le porte-avions Shokaku et le Zuikaku a subi de graves pertes en pilotes et en appareils. Le fait de ne pas engager ces navires durant la bataille de Midway allait être cruellement ressenti.

## Bataille de Midway en juin 1942
Les plans de Yamamoto pour Midway furent considérés ultérieurement par certains comme trop ambitieux et démontrant l'arrogance de l'amiral. Les critiques avancèrent une réaction trop hâtive de Yamamoto à la suite du raid de Doolittle. Mais certains historiens réhabilitent la vision de Yamamoto qui s'inscrivait dans une lutte intense contre la flotte américaine dans le Pacifique. Yamamoto cherchait à éloigner l'US Navy de l'archipel et des territoires annexés afin de renforcer les défenses. L'amiral pensait que la victoire ou la négociation ne pouvaient s'obtenir qu'avec un coup fatal porté aux forces américaines.
Le plan de Yamamoto consistait à attirer les Américains dans un piège, et si possible les porte-avions, en les éloignant de Pearl Harbor. La 5e flotte (2 petits porte-avions, 5 croiseurs, 13 destroyers et 4 cargos) devait se diriger vers les Îles Aléoutiennes, attaquer Dutch Harbor, Unalaska et envahir les îles de Kiska et Attu.
Le lendemain, la première force mobile (4 porte-avions, 2 cuirassés, 3 croiseurs et 12 destroyers) devait attaquer Midway et anéantir les forces aériennes. Quand la domination aérienne des Américains aurait été neutralisée, la seconde flotte (un porte-avions, 2 cuirassés, 10 croiseurs, 21 destroyers et 11 navires de transport) devait débarquer 5000 soldats pour saisir l'atoll et éliminer les Marines. La prise de Midway devait repousser les porte-avions américains dans un piège où la première force mobile engagerait le combat pour la détruire. Après coup, la première flotte (un porte-avions, 7 cuirassés, 3 croiseurs et 13 destroyers), en conjonction avec des unités de la seconde flotte, avait pour mission d'éliminer la résistance en mer et terminer la destruction de la flotte américaine dans le Pacifique.
Yamamoto avait prévu deux mesures de sécurité : une reconnaissance aérienne au préalable (opération K) sur Pearl Harbor et un groupe de sous-marins qui devaient surveiller et détecter les mouvements des porte-avions américains en direction de Midway. Le plan fut minutieusement préparé et établi avec une domination évidente des Japonais avec 79 navires contre 26 pour les Américains. Seules les forces en termes de sous-marins et d'avions étaient équivalentes.
Mais Yamamoto n'avait pas prévu un évènement secret de taille. Les Américains furent mis au courant des plans japonais grâce au travail acharné de leurs cryptanalystes. Ceux-ci avaient percé les méthodes de chiffrement de la marine nippone si bien que l'amiral Chester Nimitz, le commandant de la flotte du Pacifique, fut capable de mettre en place une embuscade dévastatrice et de déjouer les stratégies de Yamamoto. Nimitz envoya un destroyer pour bloquer le ravitaillement de l'opération K. Yamamoto fut contraint d'annuler cette mission et ne put savoir si la flotte du Pacifique était toujours à Pearl Harbor. Nimitz envoya également ses porte-avions en direction de Midway, doublant du coup la flotte de sous-marins de Yamamoto qui arriva trop tard. Les navires américains se postèrent ensuite en embuscade, attendant la première force mobile des Japonais. La feinte des Aléoutiennes fut simplement ignorée et plusieurs jours avant l'attaque prévue, les Américains lancèrent l'assaut sur les quatre porte-avions japonais, les détruisant le 4 juin 1942 alors qu'ils étaient vulnérables.
Avec sa puissance aérienne réduite et des forces dispersées, Yamamoto ne fut pas capable de faire face à l'attaque américaine. Nimitz repositionna ses forces en les retirant à l'est plutôt que de risquer une bataille nocturne. Comprenant qu'il avait perdu, Yamamoto abandonna l'invasion de Midway et ordonna que ses navires se retirent. Cet évènement marqua le tournant de la guerre du Pacifique, un peu plus de 6 mois après Pearl Harbor, un délai qui avait été évoqué auparavant par Yamamoto. Par la suite, les plans de Yamamoto furent critiqués mais en dehors du contexte à l'époque des faits : manque de concentration des forces, opération trop complexe, capacité de renseignements et de déchiffrement des alliés sous-estimée. Toutefois, sans l'apport des experts en cryptographie de l'armée américaine, l'opération de Midway aurait pu avoir un impact considérable sur la suite des évènements.

## L'après Midway
L'état-major ne se découragea pas immédiatement et envisagea de lancer des attaques similaires sur Samoa et les îles Fidji pour couper la liaison entre l'Australie et les États-Unis. Le but était de bloquer le général Douglas MacArthur dans sa quête de la Nouvelle-Guinée. L'amiral Ernest King voulait mettre un terme à la base aérienne de Guadalcanal et la domination japonaise dans la région. La bataille acharnée débuta en août 1942 et se poursuivit jusqu'en février 1943.
Yamamoto resta au commandement, en partie retenu par l'idée qu'il ne devait pas démotiver les hommes de la flotte combinée. Toutefois, il avait perdu la face à Midway et l'état-major n'était pas enclin à subir de nouveaux revers. Yamamoto perdit ainsi une partie de la marge de manœuvre qu'il avait demandée pour mener à terme ses opérations.
Dépassés à Guadalcanal, dispersés dans toute l'Asie et le Pacifique, les Japonais furent obligés d'abandonner les projets de frappes similaires à celle de Midway. Ils se concentrèrent sur la Nouvelle-Guinée et Guadalcanal mais un manque de coordination et de logistique entre les troupes navales et terrestres empêcha l'état-major nippon de prendre le dessus sur les Américains.
Yamomoto décida de lancer des opérations éclairs grâce à sa flotte combinée. Mais il subit d'importantes pertes qu'il eut beaucoup de peine à compenser. Toutefois, il lança trois attaques importantes sur les îles Salomon et Santa Cruz entre septembre et novembre. Les pertes infligées furent nettement plus significatives mais jamais suffisantes pour déstabiliser les Américains. Les victoires des alliés commencèrent à affaiblir sérieusement les forces nippones. La perte successive de plusieurs navires importants et d'escadrilles entières de bombardiers et de torpilleurs toucha de plein fouet les espérances de l'état-major japonais. En février 1943, la perte de Guadalcanal signifiait l'impossibilité de mener une bataille victorieuse sur les îles Salomon. Yamamoto continua à lancer quelques escarmouches mais décida finalement de déplacer les unités aériennes depuis les porte-avions vers des bases terrestres. Certaines de ces unités furent postées sur des bases avancées des îles Salomon.

## Mort de Yamamoto

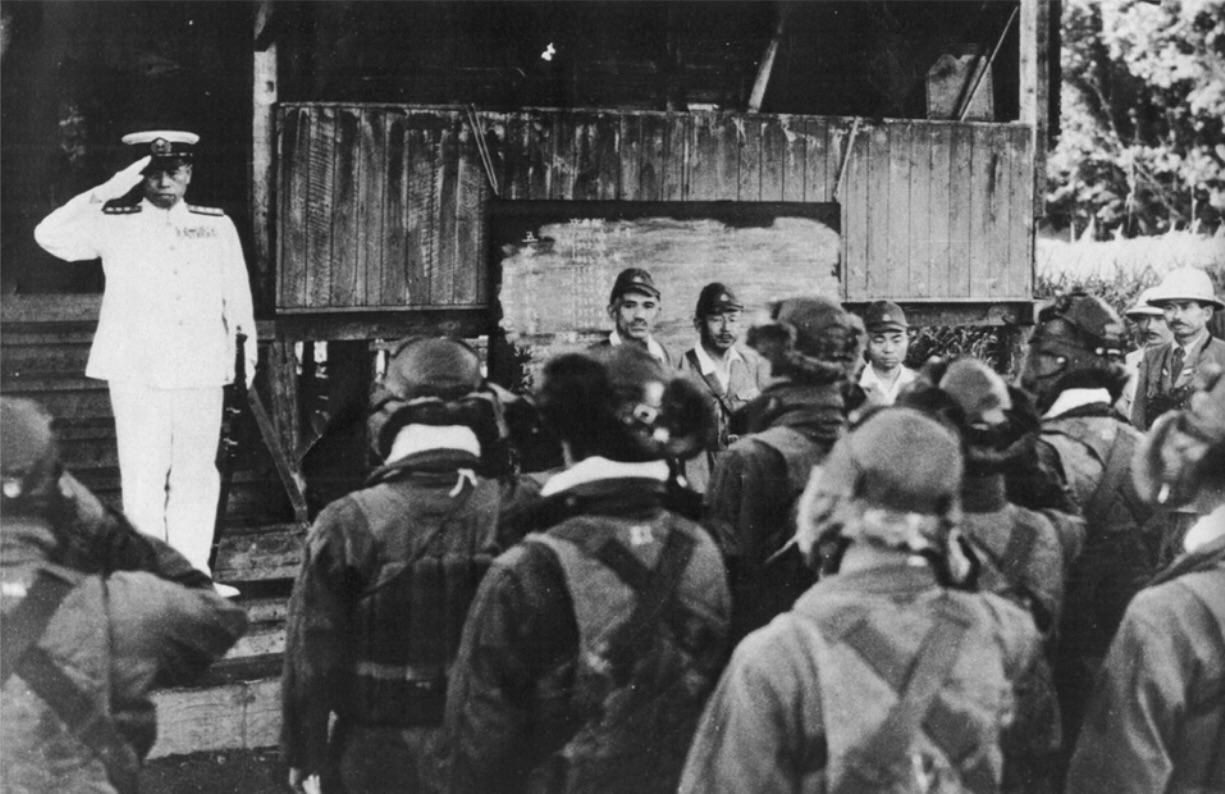
Dernière image d'Isoroku Yamamoto vivant, quelques heures avant sa mort, saluant des pilotes de l'aviation navale à Rabaul, le 18 avril 1943.

Pour remotiver ses troupes après la débâcle de Guadalcanal, Yamamoto décida de visiter plusieurs bases dans le sud du Pacifique. Le 14 avril 1943, dans le cadre du programme Magic, les services de renseignement américains interceptèrent et déchiffrèrent un message contenant des informations détaillées sur l'itinéraire qu'emprunterait Yamamoto, les horaires et le dispositif prévu pour le transporter et l'escorter. Il était prévu de faire voler l'amiral de Rabaul jusqu'à l'aérodrome de Ballale sur une île près de Bougainville dans les îles Salomon. Le voyage devait avoir lieu le matin du 18 avril.
L'amiral Nimitz consulta William F. Halsey, commandant dans le Pacifique sud, et autorisa, après accord du président Roosevelt le 15 avril, une mission spéciale dénommée Vengeance, le 17 avril afin d'intercepter l'avion de Yamamoto et de l'abattre en plein vol.

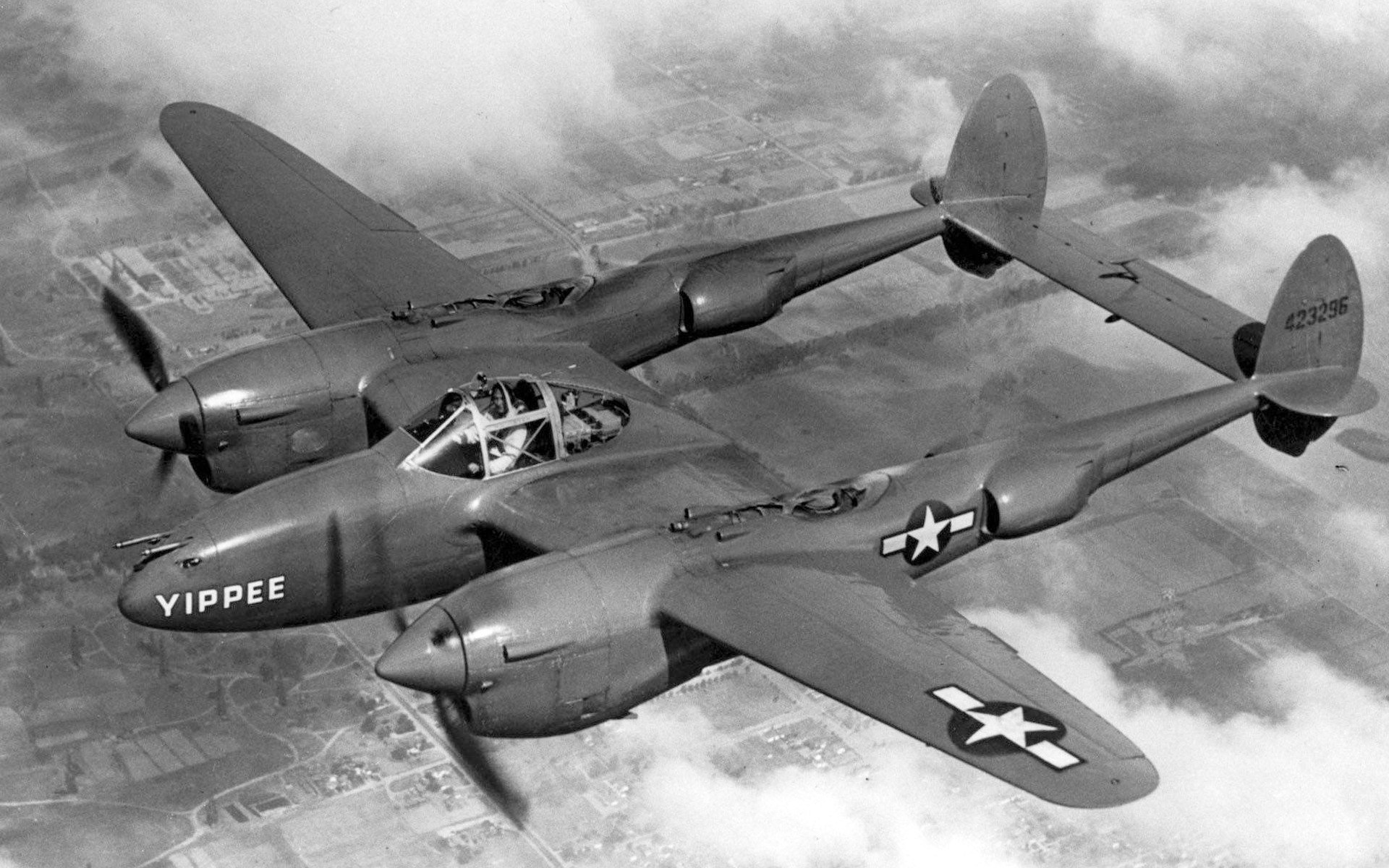
Un P-38 comme celui qui a abattu l'avion de Yamamoto.

Le 339e escadron du 347e groupe de chasseurs (13e Air Force) fut assigné à cette mission : seuls des Lockheed P-38 Lightning étaient aptes à intercepter un avion à une aussi longue distance. Les pilotes furent informés des objectifs, mais certains détails furent omis : ils devaient détruire l'avion d'un « officier haut gradé », mais le nom de Yamamoto ne fut pas mentionné.

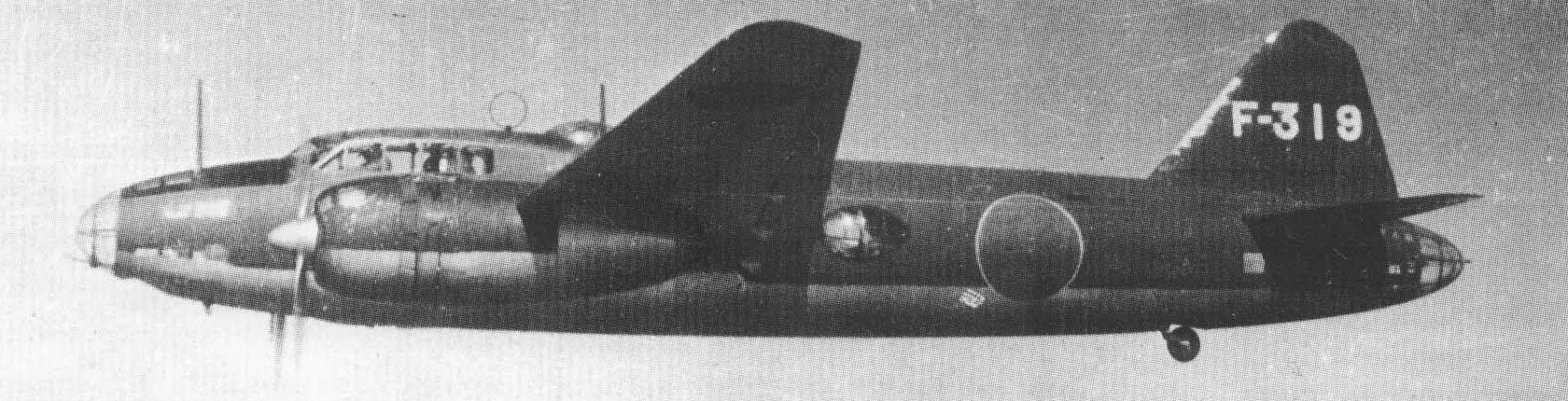
Mitsubishi G4M équivalent à celui qui transporta l'amiral Yamamoto.

Le matin du 18 avril, malgré les avertissements de ses conseillers qui craignaient une embuscade, Yamamoto décolla comme prévu de Rabaul avec une escorte de six appareils Zero pour un voyage d'environ 500 kilomètres. Peu après, sur les dix-huit P-38 spécialement préparés pour cette mission avec des réservoirs largables supplémentaires, seize prirent leur envol de Guadalcanal (un pneu de l'un des avions creva au décollage et l'appareil s'écrasa ; un second fit demi-tour à la suite de problèmes d'alimentation d'essence) et volèrent environ 700 kilomètres en maintenant un silence radio complet. À 9 h 34 (heure de Tokyo), les deux groupes d'appareils se rencontrèrent.
Un des pilotes de la formation commandée par le capitaine Thomas George Lanphier, Jr. (en) avait repéré la formation de l'amiral Yamamoto, huit avions dont six Zero. Lanphier et sa formation plongèrent sur les deux avions principaux et, selon son témoignage, en voulant essayer ses canons, il déclencha involontairement un tir qui atteignit le moteur gauche de l'avion qui transportait Yamamoto. L'avion prit feu et s'écrasa dans la jungle. Quelques dizaines d'années plus tard, l'armée américaine co-attribua la victoire à l'ailier Rex T. Barber (en) qui avait ouvert le feu en même temps que son chef d'escadrille
Le site du crash et le corps de l'amiral furent découverts le lendemain par un groupe de secours japonais dans la jungle au nord de Buin (en) sur l'île de Bougainville en Papouasie-Nouvelle-Guinée. Le lieutenant Hamasuna commandait l'opération et fit un compte-rendu de la scène : Yamamoto avait été éjecté de l'épave, sa main couverte d'un gant blanc tenait son sabre de samouraï, droit dans son siège sous un arbre. Hamasuna ajouta qu'il reconnut immédiatement Yamamoto, la tête penchée vers le bas. Une autopsie fut effectuée et montra qu'il avait reçu deux balles : une dans l'épaule, l'autre ayant traversé sa joue et étant ressortie au-dessus de son œil droit. Malgré la sévérité des blessures, une controverse éclata au Japon. On ne savait pas s'il avait survécu à ses blessures ou s'il était mort sur le coup en plein vol.
Un nom fut spécialement attribué à cet incident (海軍甲事件, « Opération vengeance » en japonais) qui remonta le moral des troupes américaines et qui plongea le Japon dans le désarroi dès le 21 mai 1943. La nouvelle ne fut pas donnée plus tôt afin de préserver le moral de l'armée impériale. Pour dissimuler les avancées cryptographiques sur le chiffrement japonais, les stratèges américains inventèrent une histoire qui fut diffusée dans les médias : des garde-côtes civils dans les îles Salomon avaient aperçu Yamamoto en train d'embarquer dans un bombardier.

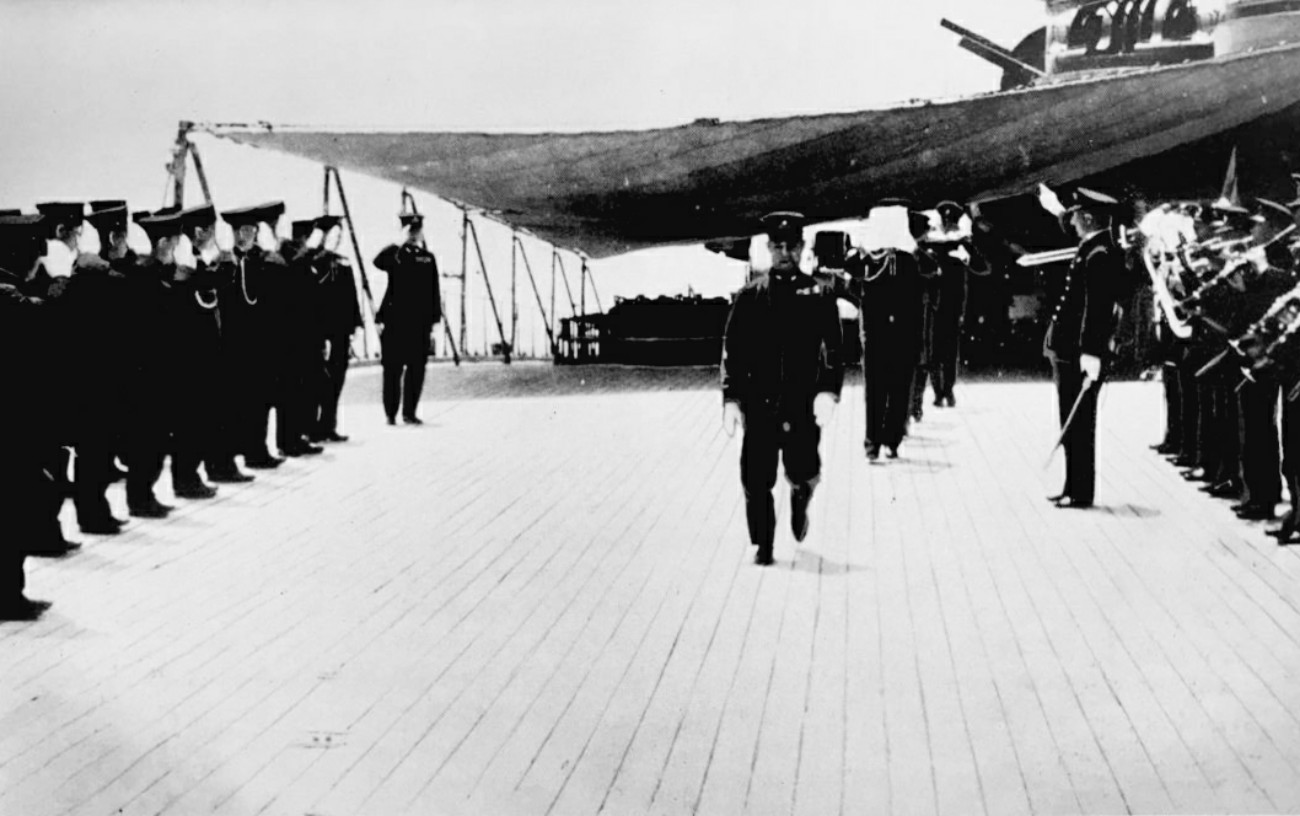
Les cendres de l'amiral Yamamoto retournèrent au Japon à Kisarazu à bord du cuirassé Musashi le 23 mai 1943.

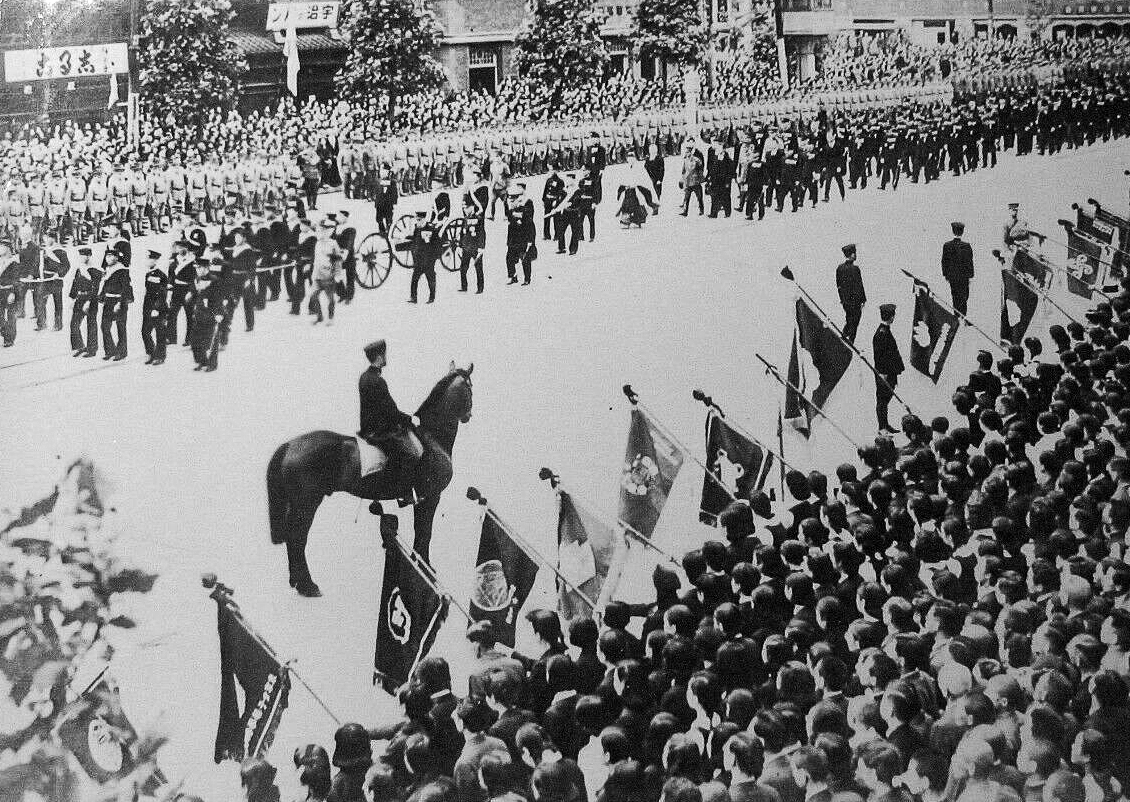
Funérailles d'État pour Isoroku Yamamoto (5 juin 1943).

Le capitaine Watanabe et le reste de l'équipe de Yamamoto incinérèrent les restes de l'amiral à Buin. Ses cendres furent envoyées à Tokyo à bord du Musashi. Les funérailles nationales eurent lieu le 5 juin 1943 et le titre d'« Amiral de la Flotte » lui fut attribué à titre posthume, en même temps que l'ordre du Chrysanthème. Yamamoto fut également le seul étranger à recevoir la plus haute distinction de l'Allemagne nazie (voir Liste des titulaires étrangers de la croix de chevalier de la croix de fer).
Une partie de ses cendres fut enterrée dans le cimetière public de Tama à Tokyo, le reste se trouve auprès de ses ancêtres au temple Chuko-Hi à Nagaoka.
Le capitaine Thomas Lamphier, qui avait mené l'attaque, a déclaré qu’après la guerre, il avait beaucoup étudié Yamamoto et fait connaissance avec sa famille. Selon lui, c'était un homme extraordinaire, de première grandeur, hostile à la guerre, qui n'avait fait qu'exécuter ses ordres. Il a ajouté : « [si c'était à refaire,] je n'hésiterais pas une minute parce que c'était l'homme qui menait la guerre contre mon pays, il fallait l'abattre ».

## Dans la fiction
- Admiral Yamamoto (1968) : interprété par Toshirō Mifune ;
- Tora! Tora! Tora! (1970) : interprété par Sō Yamamura ;
- La Bataille de Midway (1976) : interprété par Toshirō Mifune ;
- Midway (2019) : interprété par Etsushi Toyokawa ;
- l'épisode Alerte au faucon (The Hawk Flies on Sunday, épisode 3 de la saison 2) de la série Les têtes brûlées, diffusé aux États-Unis en décembre 1977, est centré sur les escadrilles américaines qui ont permis d'abattre l'avion, on ne voit que des photos du « faucon » (surnom donné à l’amiral) ;
- Pearl Harbor (2001) : interprété par Makoto Iwamatsu ;
- Isoroku (2011) : interprété par Kōji Yakusho.
- Le premier as français de la Seconde Guerre mondiale Pierre Clostermann, auteur du Best seller Le Grand Cirque, consacre le chapitre 4 de Feux du ciel à l'opération Vengeance.

- Yamamoto est un personnage important du premier tiers de l’intrigue du manga Zipang de Kaiji Kawaguchi.
- Dans Konpeki no Kantai, Yamamoto se réincarne en une version antérieure de lui-même (Isoroku Takano) après sa mort avec toutes les connaissances qu’il avait acquises. Il s’en sert pour changer le cours de la guerre et de l’histoire.
- Dans la trilogie Axis of Time de l’auteur John Birmingham, après le transport accidentel d’une force navale de 2021 en 1942, Yamamoto assume un rôle de premier plan dans la modification dramatique de la stratégie de guerre du Japon.
- Dans le livre de Douglas Niles, MacArthur’s War : A Novel of the Invasion of Japan (écrit avec Michael Dobson), qui se concentre sur le général Douglas MacArthur et une autre histoire de la guerre du Pacifique (à la suite d'une bataille de Midway différente), Yamamoto est présenté avec sympathie. Une grande partie de l’action du gouvernement japonais vue à travers ses yeux, bien qu’il ne puisse pas changer les décisions majeures du Japon pendant la Seconde Guerre mondiale.
- Dans le livre Rising Sun de Robert Conroy publié en 2011, Yamamoto ordonne à la Marine impériale de lancer une série d’attaques sur la côte ouest américaine, dans l’espoir que les États-Unis puissent être convaincus de réclamer la paix et tout en reconnaissant la place du Japon en tant que puissance mondiale. Il ne peut pas échapper à sa peur persistante d'une guerre qui va finalement condamner le Japon.
- Dans le livre de 1999 de Cryptonomicon de Neal Stephenson, les derniers moments de Yamamoto sont décrits, réalisant que les codes navals japonais ont été brisés et qu’il doit en informer le quartier général.
- Dans le livre Au Bord de l’Abîme de Thomas Diana, Yamamoto et des politiciens pacifistes s’allient dans une cabale afin de renverser Hideki Tojo et mettre fin à la guerre.